# Lapuri-Wrack

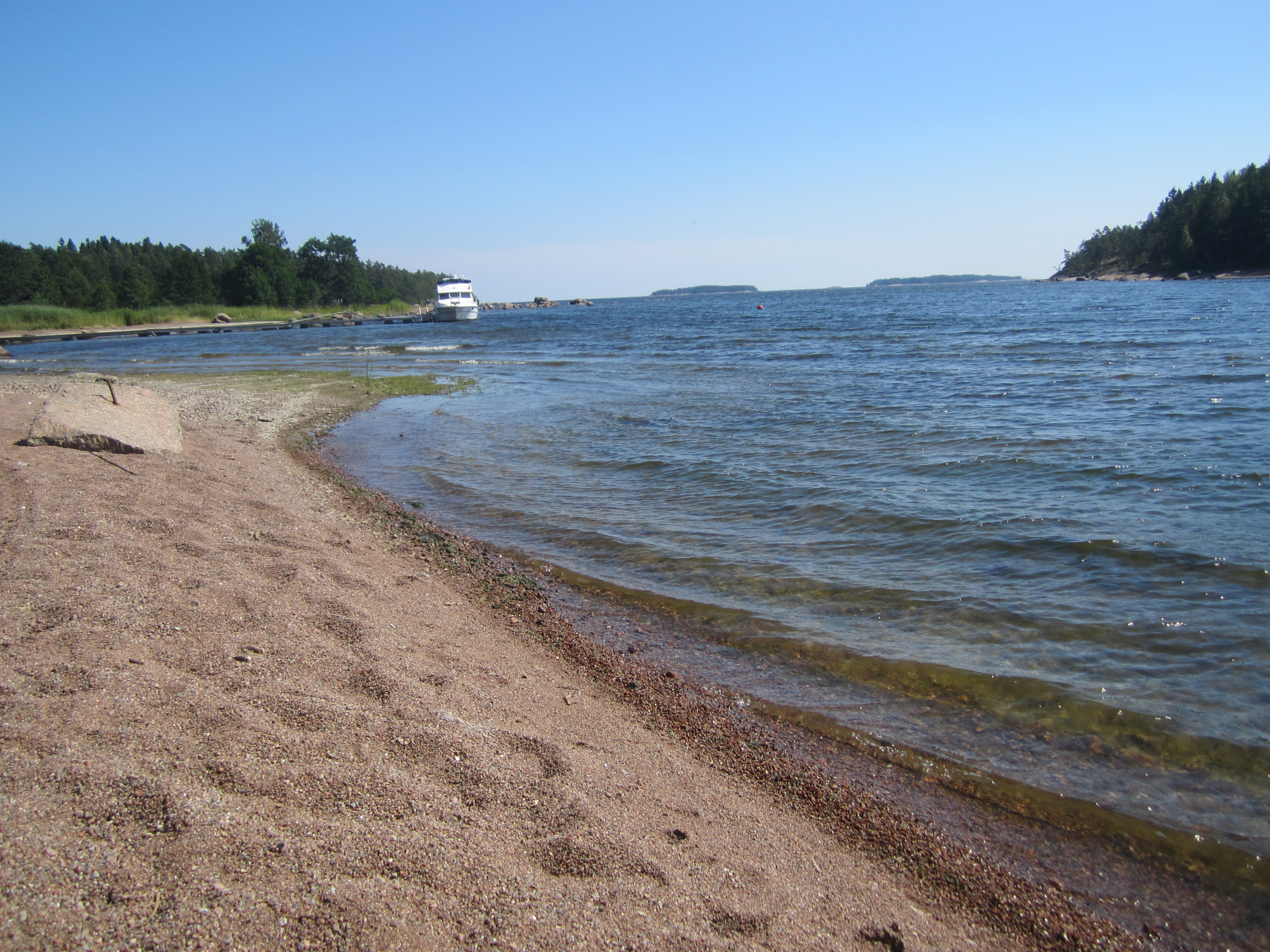
Fundplatz Lapuri

Das Lapuri-Wrack (finnisch Lapurin hylky) ist das bisher einzige Wikingerschiff, das in Südfinnland gefunden wurde. Es verweist auf einen frühen Seeweg entlang der Nordküste des Finnischen Meerbusens. 1997 wurde nicht weit entfernt in der Dalnaja-Bucht nahe Wyborg in Russland ein weiterer wikingerzeitlicher (800–1050 n. Chr.) Wrackfund gemacht.

## Beschreibung
Das Lapuri-Wrack wurde 1976 in sechs Metern Tiefe zwischen der Insel Lapuri und der Halbinsel Siikasaari von einem Taucher entdeckt. Der Fundplatz war im Mittelalter, gemäß der Datierung von Keramikfunden, ein Naturhafen. Die gewonnenen Erfahrungen bei der Ausgrabung des Schiffsfriedhofs von Skuldelev helfen bei der Bestimmung und Datierung des in traditioneller skandinavischer Klinkerbauweise errichteten Schiffs. Die Überreste sind etwa 9,8 m lang und 3,3 m breit. Vermutlich maß die ursprüngliche Höhe des Rumpfes mindestens 80 cm und die Höhe vom Kiel bis zum oberen Rand dürfte 2,3 m betragen haben.
Über ein Dutzend Bootsgräber, von denen die Hälfte in die Wikingerzeit datiert wird, wurden auf dem finnischen Festland gemacht. Das Hauptproblem in diesem Zusammenhang ist die Anzahl der erhaltenen Nieten. Das ist nicht unerheblich, da bei Lapuri die Befestigung der Planken mit eisernen und hölzernen Nägeln erfolgte, von denen die letzteren an Land keine Spuren hinterlassen. Ein etwa 12,0 m langer Nachbau des Schiffes erfolgte 2008/2009. 
Ein wahrscheinlich skandinavisches Schiff ist auch das mittelalterliche Schiff aus dem 13. Jahrhundert, das auf der Burg von Turku/Åbo gefunden wurde.
Die meisten finnischen Funde gehören zu Schiffstraditionen des nördlichen und zentralen Finnlands. Ein kleines Wikingerboot aus dem 10. Jahrhundert, das „Laivajärvi-Boot“ aus der Nähe von Tornio/Torneå, wurde im hohen Norden gefunden. Seine Planken waren zusammengenäht.

## Ausgrabung
Der Boden besteht aus dünnem Schlamm von leicht beweglichen, auf der Oberseite tonigen Sandschichten. Zwei breite Planken waren teilweise sichtbar, und im Abstand von drei Metern lag ein Steinhaufen. Alle anderen Überreste wurden von Sediment bedeckt. Im Jahr 1977 wurde das Wrack während einer viertägigen Kampagne teilweise (etwa 25 %) ausgegraben. Eine Probe des Steinhaufens wurde für geologische Analysen gehoben. Im Jahr 1985 wurde die Ausgrabungsstelle von einem Amateurtaucher, der illegal einen Teil des Steinhaufens entfernte, beschädigt. Zwei weitere Ausgrabungen, durchgeführt von Maria Hölttä, erfolgten 1992 und 1993. Der Steinhaufen und die Sedimentschichten wurden entfernt. Sichtbare Teile wurden fotografiert und gefilmt. Am Ende der Ausgrabungen wurde das Wrack 1993 mit einem dünnen Tuch und einer etwa 30 cm dicken Sandschicht abgedeckt.

## Datierung
Abdichtungen aus Tierhaaren wurden als die zuverlässigste Probe für die Datierung angesehen. Eine 14C-Datierung von 1977 ergab 980 ± 90 Jahre. Eine weitere Probe wurde im Jahr 1993 aus einem Stück Tuch genommen. Das Ergebnis (Hel-3379) war 570 v. Chr. ± 110 Jahre. Es gibt derzeit keine eindeutige Erklärung für diese große Diskrepanz in den Datierungen.

## Strömung, Sedimentation, Erosion
In der Lapuri-Meerenge herrschen unregelmäßige, sich häufig ändernde Strömungen. Das Wrack wurde seit 1977 teilweise durch Sedimente bedeckt. Um den Prozess der Sedimentation zu ermitteln, wurden einige Proben im und außerhalb des Wracks genommen. Während der Feldforschung wurde beobachtet, dass von der Strömung aufgesaugter und transportierter Sand eine Schicht von bis zu fünf Zentimetern am Tag erzeugte.

## Die Steine
Das Wrack wurde auf dem Meeresboden durch das Gewicht der Steine flachgedrückt. Die Backbordseite hatte mehr Schäden als die Steuerbordseite, da der Rumpf zu dieser gekippt war. Die Steine waren offenbar auch über die Steuerbordseite geglitten. Die meisten der Spanten waren unter ihrem Gewicht zerbrochen, aber es war möglich, ihre ursprüngliche Form zu rekonstruieren.
Die Neigung kann durch die Steinladung verursacht worden sein. Im Inneren des Rumpfes wurden 268 Steine verschiedener Größe mit einem Gesamtgewicht von 1400 bis 2000 kg gefunden. Über 70 % konzentrierte sich auf der Steuerbordseite. Der Mineralgehalt der Steine wurde analysiert. Sie scheinen Granit lokalen Ursprungs zu sein. Die Schlussfolgerung ist, dass die Steine nicht als Ballast, sondern als Last benutzt wurden, um das Schiff auf dem Meeresboden zu halten.